# Xiphozele linneanus
Xiphozele linneanus är en stekelart som beskrevs av Van Achterberg 2008. Xiphozele linneanus ingår i släktet Xiphozele och familjen bracksteklar. Inga underarter finns listade i Catalogue of Life.